# Santuario di Prascondù
Il santuario di Prascondù è un santuario intitolato alla Madonna di Loreto.
È situato a 1321 metri s.l.m. e si trova in comune di Ribordone, in provincia di Torino. È uno dei luoghi di culto più noti del Canavese ed è la tradizionale meta di devoti e visitatori, in particolare durante la festa del santuario che si svolge ogni anno il 27 agosto.
Rappresenta la più importante espressione dell'architettura religiosa presente nel territorio del Parco nazionale del Gran Paradiso.

## Toponimo
In piemontese Prascondù sta a significare "prato nascosto", che a sua volta deriva probabilmente dal fatto che la conca dove sorge il santuario non è visibile dalla parte bassa della vallata di Ribordone.

## Descrizione

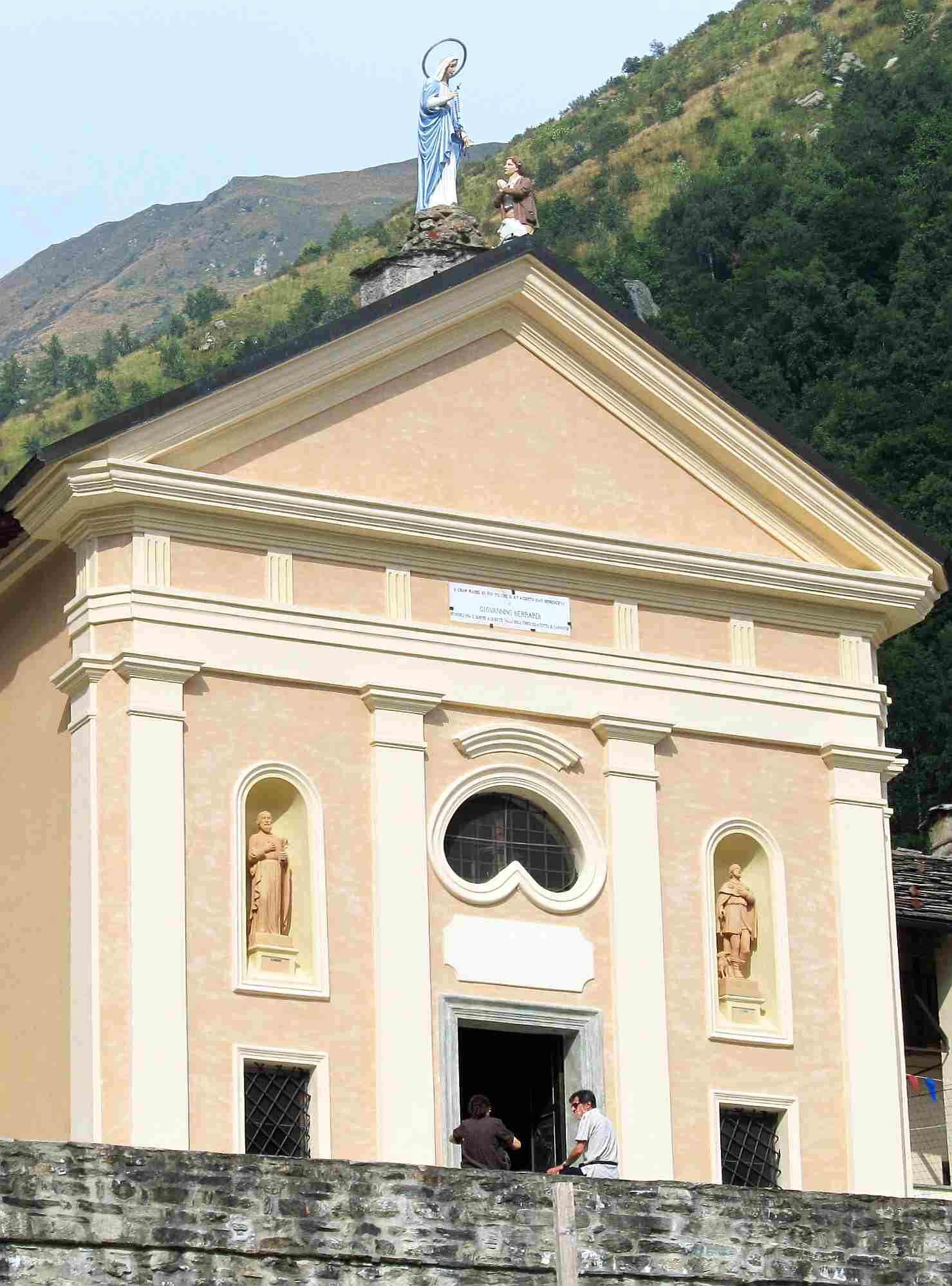
La facciata della chiesa

La costruzione del santuario è dovuta al fatto che, secondo la tradizione, il 27 agosto 1619 Giovannino Berardi, un giovane di Ribordone che l'anno precedente aveva perso la parola, ebbe una visione della Madonna. Questa disse al giovane che per riacquistare la parola egli avrebbe dovuto compiere un pellegrinaggio a Loreto ottemperando ad un voto fatto in precedenza dal padre. Il pellegrinaggio venne completato e sulla strada del ritorno a Ribordone il ragazzo riacquistò effettivamente l'uso della voce nei pressi di un pilone votivo.

I ribordonesi venuti a conoscenza del miracolo iniziarono la costruzione di una cappella presso il luogo dell'apparizione. Questo primo edificio di culto fu distrutto da una valanga e in seguito ricostruito in una posizione più sicura; nel 1659 venne solennemente consacrato.
Seguirono poi numerosi ampliamenti e ristrutturazioni che portarono all'odierno complesso di edifici.
La principale ricorrenza che si celebra al santuario è quella dedicata al fatto miracoloso alla base della sua costruzione, che si commemora il 27 agosto.

## Il museo

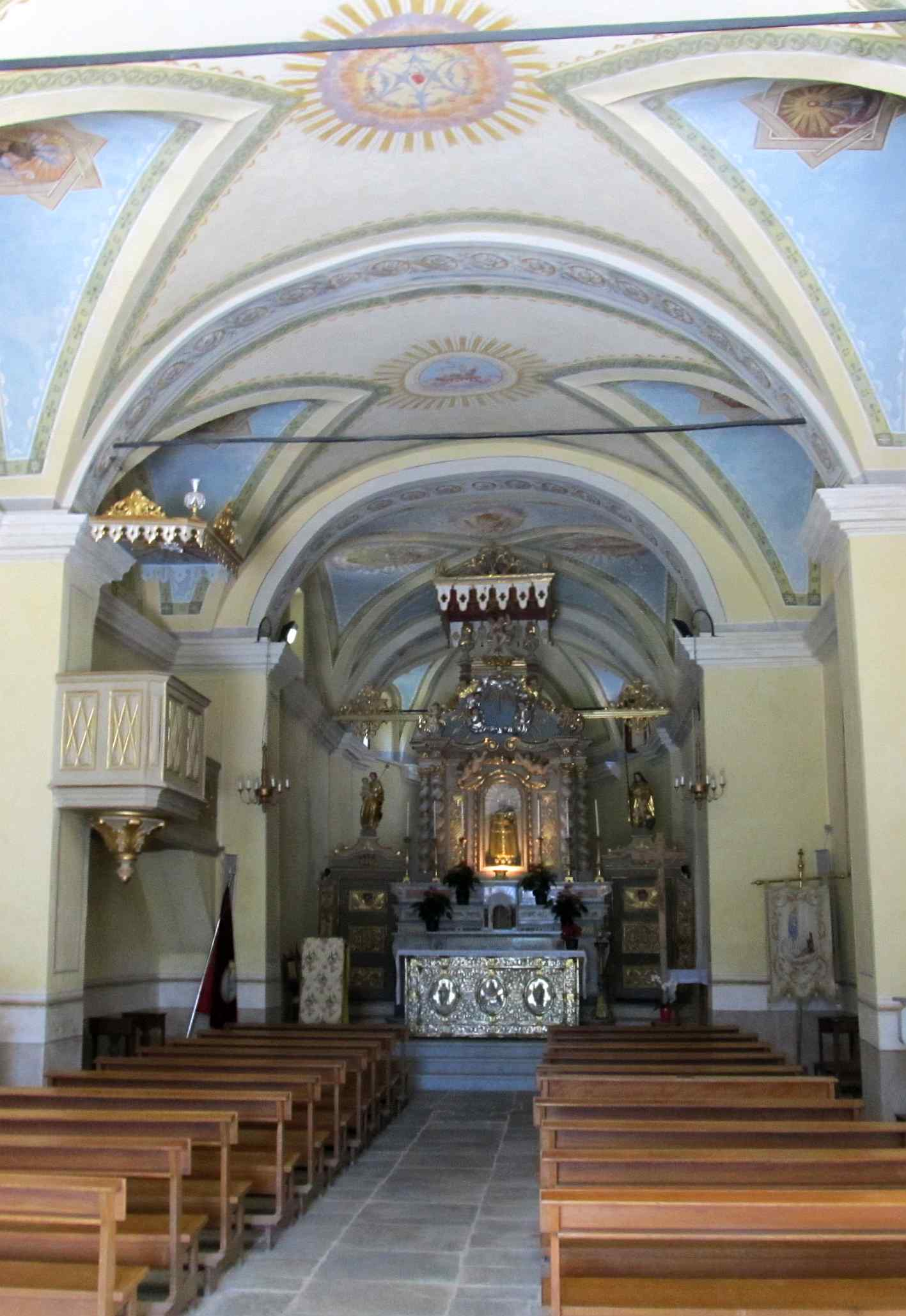
L'interno della chiesa

Gli edifici del complesso religioso ospitano anche il Museo della religiosità popolare, una struttura espositiva multimediale creata del Parco Nazionale del Gran Paradiso. La visita è gratuita e comprende una serie di audiovisivi dedicati alle forme di espressione religiosa che nel corso del tempo si sono manifestate nella zona circostante al santuario.

## Accesso
Il santuario è raggiungibile dalla ex-Strada statale 460 di Ceresole, seguendo la strada provinciale 49 di Ribordone a partire da Sparone.

## Escursionismo
Dal santuario sono possibili varie escursioni verso gli alpeggi e le cime circostanti. Prascondù è inoltre collocato lungo il percorso della Grande Traversata delle Alpi nonché sulla tappa D26 del percorso blu della Via Alpina.